# Tom Henning Hovi
Tom Henning Hovi (født 15. januar 1972 i Gjøvik, Norge) er en norsk tidligere fodboldspiller (venstre back).
Hovi repræsenterede i løbet af sin karriere henholdsvis Ham-Kam, Skeid og Vålerenga i hjemlandet samt Charlton Athletic i England. Længst tid (ni sæsoner) tilbragte han hos Vålerenga, og han var med til at vinde både det norske mesterskab og pokalturneringen med klubben. Han stoppede sin karriere efter afslutningen på 2006-sæsonen.

## Titler
Tippeligaen
- 2005 med Vålerenga

Norsk pokalturnering
- 2002 med Vålerenga